# Košická Belá
Košická Belá (maďarsky Kassabéla) je obec na Slovensku v okrese Košice-okolí. Žije zde 986 obyvatel.

## Místopis
Obec leží v Hámorské brázdě, v podcelku Kojšovská hoľa, která zabírá východní část Volovských vrchů. Úzkým údolím protéká potok Belá, který ústí do vodní nádrže Ružín. 
Západním okrajem Košické Belé vede silnice II/547 z Košic do Spišského Podhradí, na kterou se připojuje centrem obce vedoucí silnice III/3349. Okresní a zároveň krajské město je vzdáleno 20 kilometrů jihovýchodně, Gelnica leží 21 km severozápadně a stejným směrem leží i 29 km vzdálené Krompachy. 

## Historie
Obec se vyvíjela jako původně čtyři samostatné obce. V roce 1944 byl k obci Košické Hámre (původně Košické Hámry, maďarsky Kassahámor, německy Hammer) přičleněn Malý Folkmar (původně Malý Folkmár, maďarsky Kisfolkmár, Kissolymár). V roce 1967 byly Košické Hámre sloučeny s Košickou Belou a o dva roky později k ní byla přičleněna i obec Ružín (původně Starý Ružín, maďarsky Óruzsin). 
Do uzavření Trianonské smlouvy bylo území obce součástí Uherska, poté byla součástí Československa. V roce 1919 u Košické Belé probíhaly v rámci maďarsko-československé války boje, při kterých padlo 25 vojáků 30. střeleckého pluku z Vysokého Mýta. Událost připomíná pomník na kraji lesa nedaleko kóty Železný vrch.

## Kultura a zajímavosti

### Památky
- Římskokatolický kostel Narození sv. Jana Křtitele, jednolodní modernistická stavba s půlkruhově ukončeným presbytářem a předsunutou věží z let 1938–1941.[3] Hlavní fasádě dominuje trojúhelníkový štít s reliéfním křížem. Okna bez šambrán jsou půlkruhově ukončena. Věž má střechu ve tvaru jehlanu.
- Pomník vojákům Československé armády